# Defconn
Ю Тэ Чжун (кор. 유대준; род. 6 января 1977 года, более известный как Дефконн, Кони или Конхи) — южнокорейский рэпер и телеведущий.
Начав карьеру в 1998 году в качестве андеграундного рэпера, в сентябре 2001 года он выпускает дебютный мини-альбом Straight from tha Streetz. С 2011 года Дефконн также работает на телевидении. Он являлся ведущим таких популярных программ, как «Еженедельный Айдол» (2011—2018) и «Комната Айдола» (2018—2020), где его постоянным соведущим был комедиант Чон Хён Дон, в 2012 году с которым он дебютировал в дуэте Хёндон и Тэчжун.

## Карьера

### 1998—2003: Начинания в карьере
В 1998 году Дефконн выпускает свою первую песню «Kapital G», зарекомендовав себя как андеграундного рэпера, чьё творчество не было направлено на популярность в массовой культуре. В сентябре 2001 года он выпускает свой первый мини-альбом Straight from tha Streetz, и композиция «Kill Dat Noize» становится достаточно известной в Интернете благодаря сатире, используемой в тексте. 13 мая 2003 года был выпущен лонг-плей Lesson 4 The People, а в октябре состоялась премьера второго лонг-плея 1 1/2: Rawyall Flush.

### 2004—10: Рост популярности
В 2004 году популярность Деффкона в Корее резко возросла после победы на церемонии Korean Music Awards в номинации «Лучший хип-хоп альбом» за Lesson 4 The People. Его песни в основном комичные, а тексты очень часто обращены к темам полового влечения и жажде популярности. Одна из его песен также посвящена трагедии на шоссе Янчжу, произошедшей в июне 2002 года, когда две корейские школьницы, Шин Хё Сан и Шин Ми Сон были убиты бронетранспортёром американской армии. Случай получил огромный резонанс в мировых СМИ, впоследствии в Корее возник антиамериканизм.
В последующие годы Дефконн по-прежнему занимался выпуском мини-альбомов, и в ноябре 2010 года выпустил цифровой сингл «킹왕짱(King Wang Zzang)» при участии Хичхоля из Super Junior.

### 2011—настоящее время: Работа на телевидении
23 июля 2011 года на телеканале MBC Every 1 вышел пилотный эпизод шоу «Еженедельный Айдол» (англ. Weekly Idol), где Дефконн стал одним из ведущих вместе с Чон Хён Доном. Несмотря на то, что программа пользовалась успехом на телевидении, Дефконн и Хён Дон часто подвергались критике за то, что переходили черту при общении с гостями и порой их шутки переходили грани дозволенного. В 2013 году Дефконн стал участником шоу «1 ночь и 2 дня» (англ. 1 Night 2 Days). С 2014 по 2015 годы был ведущим шоу «Хитмейкер» (англ. Hitmaker) с Хён Доном. В июле 2014 года Дефконн также покинул программу «Я живу один» (англ. I Live Alone). В начале 2018 года он уходит с «Еженедельного Айдола» с Хён Доном, и уже в апреле запускают шоу «Комната Айдола» (англ. Idol Room), которое было закрыто в феврале 2020 года.
С января 2020 года в эфир вышло шоу «Дружеское Варьете».

## Дискография
| - Straight From The Streetz (2001) - MR. Music (2007) - Green Tour (2008) - Love Sugar (2009) - L’Homme Libre vol.1 (2013) - I’M NOT A PIGEON (2014) - The Bird of Prey (2016) | - Lesson 4 The People (2003) - 1 1/2: Rawyall Flush (2004) - 콘이 삼춘 다이어리 (2004) - City Life (2006) - Macho Museum (2010) - The Rage Theater (2011) | - «Sugar Love» (2009) - «킹왕짱(King Wang Zzang)» (2010) - «이별병(Disease)» (2011) - «L’Homme Libre vol.1» (2013) - «엄마가 기다리셔 (Mom Is Waiting)» (2016) - «혼술래퍼» (2017) - «보배드림» (2017) - «Clap» (2018) |  |

## Фильмография
| Год  |   | Русское название            | Оригинальное название         | Роль       |
| ---- | - | --------------------------- | ----------------------------- | ---------- |
| 2010 | ф | Романтическое движение души | Romantic Movement in Seoul    | Камео      |
| 2010 | ф | Ритм продолжается           | The Beat Goes On              | Камео      |
| 2012 | с | Мировая мама                | Mom Is Acting Up              | Камео      |
| 2015 | с | Дуновение ветра             | The Wind Blows Where You Wish | Ян Гу Пён  |
| 2017 | с | Лучший хит                  | Hit The Top                   | Камео      |
| 2018 | с | Вы забыли о поэзии          | A Poem a Day                  | Ким Дэ Бан |

## Телевизионные программы
| Год       | Программа                   |
| --------- | --------------------------- |
| 2011—2018 | «Еженедельный Айдол»        |
| 2013—2019 | «1 ночь и 2 дня»            |
| 2013—2014 | «Я живу один»               |
| 2014—2015 | «Её секретное оружие»       |
| 2014—2015 | «Хитмейкер»                 |
| 2016—2017 | «Фестиваль песенного дуэта» |
| 2018—2020 | «Комната Айдола»            |
| 2019      | «Хочешь поиграть?»          |
| 2020      | «Дружеское Варьете»         |

## Награды
| Год  | Церемония                        | Номинация                                    | Результат |
| ---- | -------------------------------- | -------------------------------------------- | --------- |
| 2004 | Korean Music Awards              | Лучший хип-хоп альбом                        | Победа    |
| 2011 | National Mediation Championships | Специальная награда                          | Победа    |
| 2013 | MBC Entertainment Awards         | Награда за популярность — Варьете            | Победа    |
| 2014 | KBS Entertainment Awards         | Награда за особые успехи в варьете (Мужчина) | Победа    |
| 2018 | KBS Entertainment Awards         | Награда за особые успехи в варьете (Мужчина) | Победа    |